# عبدالله‌اوشاگی
عبدالله‌اوشاگی (ترکی آذربایجانی: Abdullauşağı) در جمهوری آرتساخ است که در استان شاهومیان واقع شده‌است.